# Zweden op de Olympische Jeugdzomerspelen 2010
Zweden nam deel aan de Olympische Jeugdzomerspelen 2010 in Singapore, de eerste editie van de Olympische Jeugdspelen.

## Medailleoverzicht
| Sport      | Olympiër           | Discipline               | Medaille |
| ---------- | ------------------ | ------------------------ | -------- |
| Atletiek   | Angelica Bengtsson | polsstokhoogspringen (v) | Goud     |
| Atletiek   | Khadijatou Sagnia  | hink-stap-springen (v)   | Goud     |
| Atletiek   | Heidi Schmidt      | discuswerpen (v)         | Brons    |
| Gymnastiek | Jonna Adlerteg     | brug ongelijk (v)        | Brons    |
| Taekwondo  | Jennifer Ågren     | tot 55 kg (v)            | Brons    |

## Deelnemers en resultaten
(m) = mannen, (v) = vrouwen 

### Atletiek
| Olympiër               | Discipline               | Resultaat | Prestatie                                               |
| ---------------------- | ------------------------ | --------- | ------------------------------------------------------- |
| Melker Svärd Jacobsson | polsstokhoogspringen (m) | 4e        | kwalificatie: 2e met 4,70m finale A: 4e met 4,85m       |
| Oscar Vetlund          | kogelstoten (m)          | 9e        | kwalificatie: 14e met 17,68m finale B: 2e met 18,93m    |
|                        |                          |           |                                                         |
| Angelica Bengtsson     | polsstokhoogspringen (v) | Goud      | kwalificatie: 2e met 3,90m finale A: 1ste met 4,30m     |
| Heidi Schmidt          | discuswerpen (v)         | Brons     | kwalificatie: 3e met 47,20m finale A: 3e met 47,57m     |
| Khadijatou Sagnia      | hink-stap-springen (v)   | Goud      | kwalificatie: 1ste met 13,21m finale A: 1ste met 13,56m |

### Badminton
| Olympiër          | Discipline    | Resultaat  | Prestatie |
| ----------------- | ------------- | ---------- | --- |
| Mikael Westerbäck | enkelspel (m) | groepsfase | groep E: 3e V van DEN Flemming Quach: 20-22, 9-21 W van JOR Mohammed Qaddoum: 21-4, 21-9 V van THA Pisit Poodchalat: 21-13, 21-11 |

### Gymnastiek
| Olympiër       | Discipline               | Resultaat | Prestatie |
| -------------- | ------------------------ | --------- | --------- |
| Jonna Adlerteg | Meerkamp individueel (v) | 10        |           |
| Jonna Adlerteg | Balk (v)                 | 8         |           |
| Jonna Adlerteg | Vloer (v)                | 7         |           |
| Jonna Adlerteg | Brug ongelijk (v)        | Brons     |           |

### Roeien
| Olympiër      | Discipline | Resultaat | Prestatie |
| ------------- | ---------- | --------- | --------- |
| Ebba Sundberg |            |           |           |

### Taekwondo
| Olympiër       | Discipline    | Resultaat | Prestatie |
| -------------- | ------------- | --------- | --------- |
| Jennifer Ågren | tot 55 kg (v) | Brons     |           |

### Tafeltennis
| Olympiër         | Discipline    | Resultaat | Prestatie |
| ---------------- | ------------- | --------- | --------- |
| Hampus Soderlund | enkelspel (m) |           |           |

### Triatlon
| Olympiër     | Discipline | Resultaat | Prestatie |
| ------------ | ---------- | --------- | --------- |
| Annie Thorén |            |           |           |

### Zwemmen
| Olympiër               | Discipline | Resultaat | Prestatie |
| ---------------------- | ---------- | --------- | --------- |
| Gustav Åberg Lejdström |            |           |           |
| Måns Hjelm             |            |           |           |
|                        |            |           |           |
| Ida Lindborg           |            |           |           |
| Louvisa Eriksson       |            |           |           |

Afghanistan · Albanië · Algerije · Amerikaanse Maagdeneilanden · Amerikaans-Samoa · Andorra · Angola · Antigua en Barbuda · Argentinië · Armenië · Aruba · Australië · Azerbeidzjan · Bahama's · Bahrein · Bangladesh · Barbados · België · Belize · Benin · Bermuda · Bhutan · Bolivia · Bosnië en Herzegovina · Botswana · Brazilië · Britse Maagdeneilanden · Brunei · Bulgarije · Burkina Faso · Burundi · Cambodja · Canada · Centraal-Afrikaanse Republiek · Chili · China · Chinees Taipei · Colombia · Comoren · Congo-Brazzaville · Congo-Kinshasa · Cookeilanden · Costa Rica · Cuba · Cyprus · Denemarken · Djibouti · Dominica · Dominicaanse Republiek · Duitsland · Ecuador · Egypte · El Salvador · Equatoriaal-Guinea · Eritrea · Estland · Ethiopië · Fiji · Filipijnen · Finland · Frankrijk · Gabon · Gambia · Georgië · Ghana · Grenada · Griekenland · Groot-Brittannië · Guam · Guatemala · Guinee · Guinee‑Bissau · Guyana · Haïti · Honduras · Hongarije · Hongkong · Ierland · IJsland · India · Indonesië · Irak · Iran · Israël · Italië · Ivoorkust · Jamaica · Japan · Jemen · Jordanië · Kaaimaneilanden · Kaapverdië · Kameroen · Kazachstan · Kenia · Kirgizië · Kiribati · Koeweit · Kroatië · Laos · Lesotho · Letland · Libanon · Liberia · Libië · Liechtenstein · Litouwen · Luxemburg · Macedonië · Madagaskar · Malawi · Malediven · Maleisië · Mali · Malta · Marshalleilanden · Marokko · Mauritanië · Mauritius · Mexico · Micronesië · Moldavië · Monaco · Mongolië · Montenegro · Mozambique · Myanmar · Namibië · Nauru · Nederland · Nederlandse Antillen · Nepal · Nicaragua · Nieuw-Zeeland · Niger · Nigeria · Noord-Korea · Noorwegen · Oeganda · Oekraïne · Oezbekistan · Oman · Oostenrijk · Oost‑Timor · Pakistan · Palau · Palestina · Panama · Papoea-Nieuw-Guinea · Paraguay · Peru · Polen · Portugal · Puerto Rico · Qatar · Roemenië · Rusland · Rwanda · Saint Kitts en Nevis · Saint Lucia · Saint Vincent en Grenadines · Salomonseilanden · Samoa · San Marino · Sao Tomé en Principe · Saoedi-Arabië · Senegal · Servië · Seychellen · Sierra Leone · Singapore · Slovenië · Slowakije · Soedan · Somalië · Spanje · Sri Lanka · Suriname · Swaziland · Syrië · Tadzjikistan · Tanzania · Thailand · Togo · Tonga · Trinidad en Tobago · Tsjaad · Tsjechië · Tunesië · Turkije · Turkmenistan · Tuvalu · Uruguay · Vanuatu · Venezuela · Verenigde Arabische Emiraten · Verenigde Staten · Vietnam · Wit-Rusland · Zambia · Zimbabwe · Zuid-Afrika · Zuid-Korea · Zweden · Zwitserland